# خوزامه
خوزامه (به فرانسوی: Khouzama) یک کومون در مراکش است که در استان ورززات واقع شده‌است. خوزامه ۸٬۱۹۱ نفر جمعیت دارد.